# Bief
Bief is een gemeente in het Franse departement Doubs (regio Bourgogne-Franche-Comté) en telt 117 inwoners (2009). De plaats maakt deel uit van het arrondissement Montbéliard.

## Geografie
De oppervlakte van Bief bedraagt 3,8 km², de bevolkingsdichtheid is dus 30,8 inwoners per km².

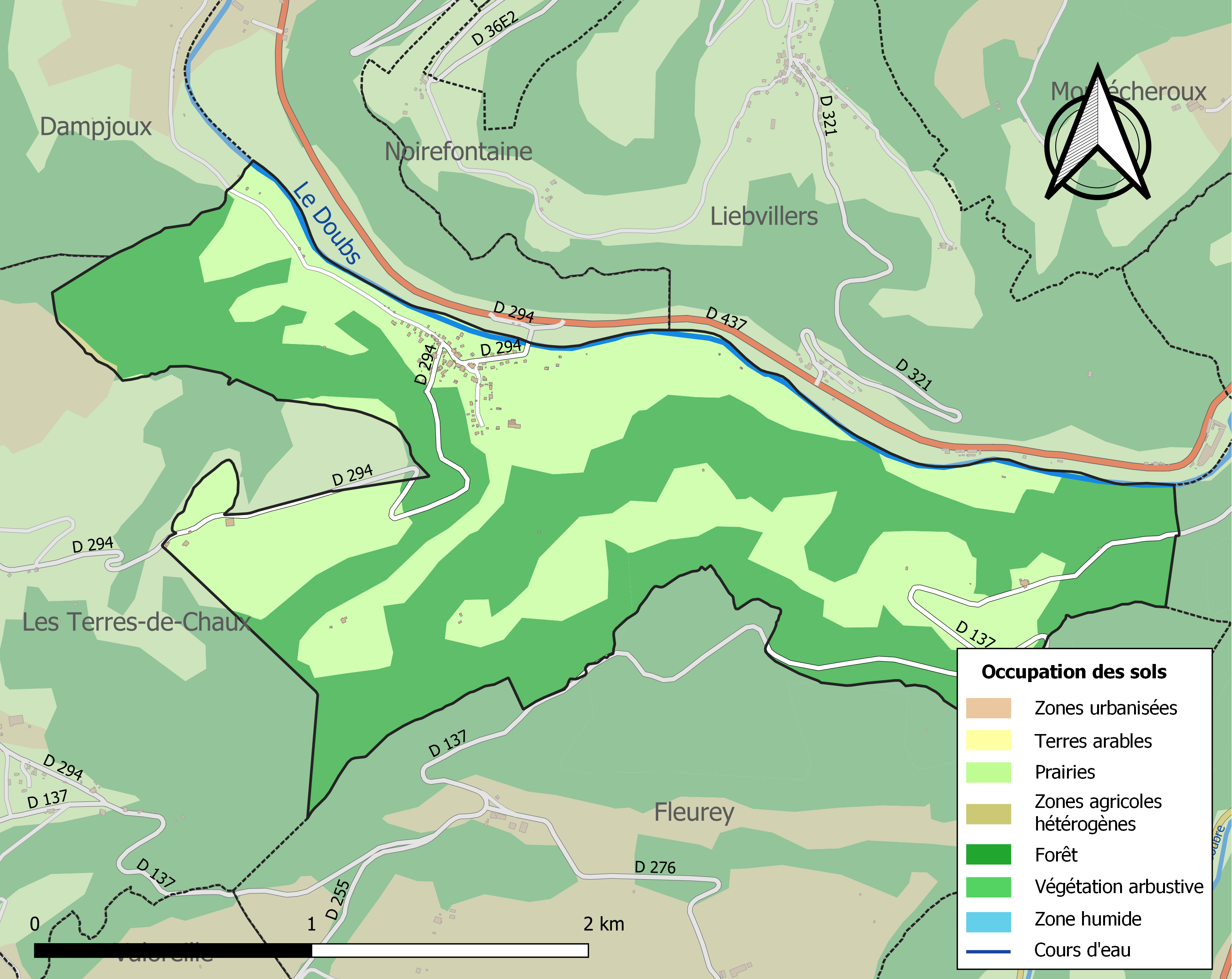
Kaart van de gemeente met de belangrijkste infrastructuur, bodemgebruik en omliggende gemeenten

## Demografie
Onderstaande figuur toont het verloop van het inwonertal (bron: INSEE-tellingen).